# دهستان باغک
باغک، دهستانی از توابع بخش مرکزی شهرستان تنگستان در استان بوشهر ایران است.

## جمعیت
براساس سرشماری سال ۱۳۸۵ جمعیت آن ۱۲٬۰۸۷ نفر (۲٬۸۰۳ خانوار) بوده‌ است.